# NGC 2095
NGC 2095 је расејано звездано јато у сазвежђу Златна риба које се налази на NGC листи објеката дубоког неба.
Деклинација објекта је - 67° 19' 12" а ректасцензија 5h 42m 50,0s. Привидна величина (магнитуда) објекта NGC 2095 износи 13,1 а фотографска магнитуда 13,1. NGC 2095 је још познат и под ознакама ESO 86-SC24.